# Nuneaton Borough FC

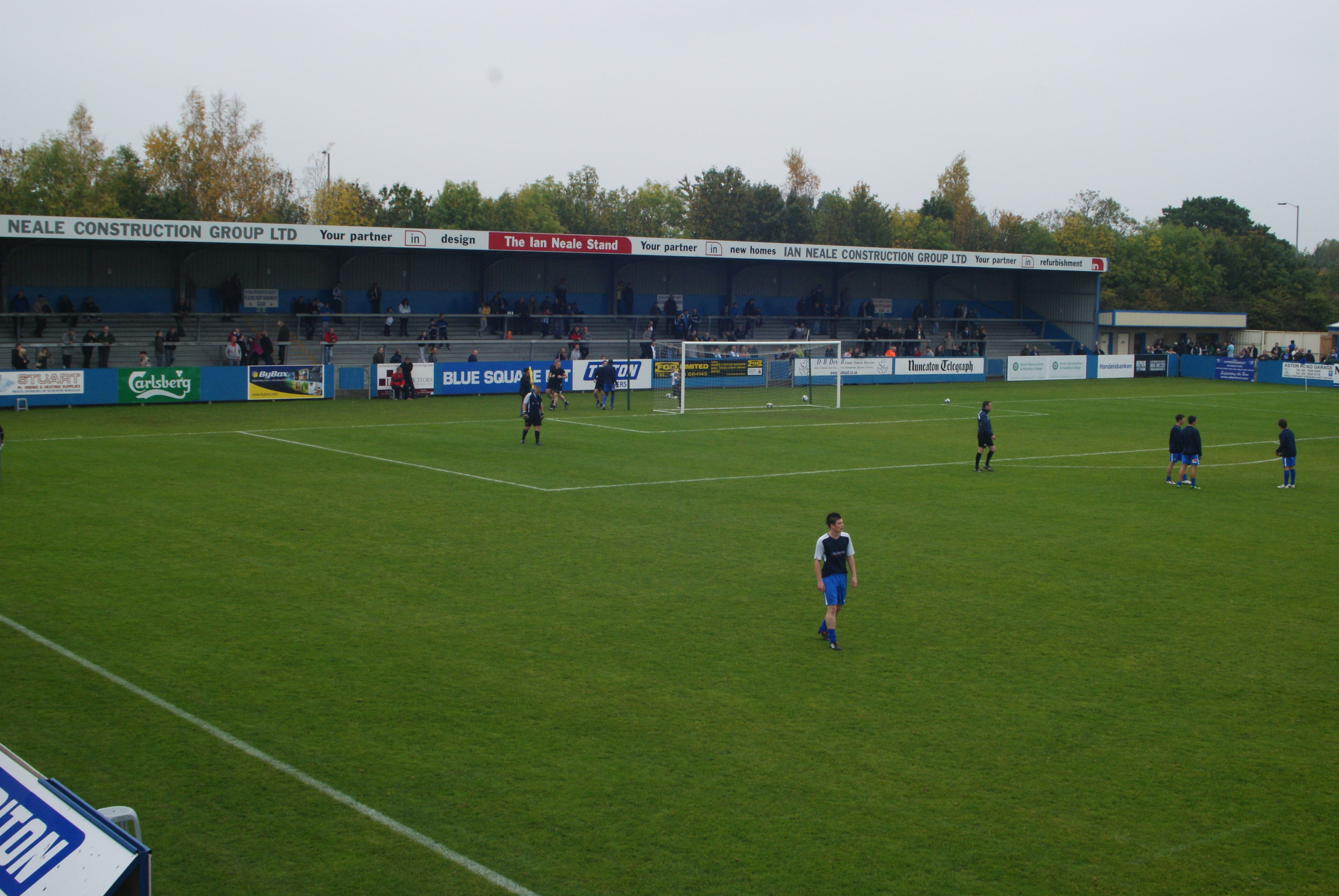
Triton Showers Community Arena, Liberty Way, Nuneaton

Nuneaton Borough FC is een Engelse voetbalclub uit Nuneaton, Warwickshire. 

## Geschiedenis
In 1889 werd Nuneaton St. Nicholas opgericht en veranderde 5 jaar later de naam in Nuneaton Town en speelde dan voor het eerst competitievoetbal in de North Warwickshire League. Maar de club speelde ook in andere leagues tegelijkertijd.In 1902/03 was de club kampioen van de Nuneaton League en in 1904/05 van de Coventry & North Warwick league.
In 1906/07 sloot de club zich aan bij de Birmingham Junior League en won meteen de titel. De competitie werd omgedoopt in Birmingham Combination en opnieuw werd de titel gewonnen. In latere jaren speelde de club nog in de Birmingham League en de Southern League. Op 13 mei 1937 werd de club echter onverwachts opgeheven.
Nuneaton moest het niet lang zonder club stellen, twee dagen later werd Nuneaton Borough opgericht. De club begon in de Central Amateur League en werd het volgende seizoen semi-professioneel in de Birmingham Combination. De periode tussen 1945 en 1956 was vrij succesvol toen ze nooit onder de 6de plaats eindigden. In 1952 schakelde de club om naar de Birmingham League waar de titel werd gewonnen in 1955 en 1956. Twee jaar later ging Borough naar de Southern League. In 1966/67 werd de 3de ronde van de FA Cup bereikt en speelde voor 22114 toeschouwers tegen Rotherham United.
In 1979 was de club medeoprichter van de Alliance Premier League (wat nu de National League is). Na 2 seizoenen moest Borough een stap terugzetten maar kon de afwezigheid bij de elite van het non-league voetbal beperken tot één seizoen. In 1984 en 1985 werd de 2de plaats behaald en degradeerde in 1987 terug naar de Southern League. Daarna ging de club in vrije val toen een tweede opeenvolgende degradatie kwam. Borough werd overgenomen door een nieuw bestuur en zo werd Nuneaton Borough AFC opgericht.
Twee jaar later won de club de titel in de Midland Division van de Southern League maar kon maar één seizoen standhouden in de Premier Division. In 1996 keerde de club terug en kon nu blijven en keerde in 1999 terug naar de Conference. Daar werden vrij goede resultaten geboekt. Maar in 2002/03 degradeerde de club opnieuw, op de laatste speeldag viel het verdict pas en de club stond weer in de Southern League. Door een 4de plaats het volgende seizoen en een reorganisatie in de league waardoor 2 nieuwe competities werden opgericht mocht Nuneaton promoveren naar de Conference North (alhoewel dit geen echte promotie was daar de Conference North op hetzelfde niveau in de voetbalpiramide stond als de Southern League het voorgaande seizoen). In het eerste seizoen werd de 2de plaats bereikt en verloor Borough in de halve finale van de play-off van Altrincham FC. De club kreeg dat seizoen de fair-play prijs omdat slechts 1 speler van het veld gestuurd was dat seizoen.
In de FA Cup van 2006/07 speelde de club 1-1 gelijk tegen Middlesbrough FC uit de Premier League, de terugwedstrijd werd met 5-2 verloren maar desalniettemin kon de club met opgeheven hoofd het veld verlaten. Op 2 juni 2008 ging de club failliet en als Nuneaton Town FC werd direct een doorstart gemaakt in de Southern League Division One Midlands. In 2009 promoveerde de club naar de Southern Football League Premier Division en in 2010 naar de Conference North. In 2012 keerde de club naar play-off terug in de Conference National. In het seizoen 2015-16 kwam Nuneaton uit in de National League North, nadat het in het seizoen 2014-15 op de 24e en laatste plaats eindigde in de Conference National en daarmee degradeerde. Op 16 juni 2018 werd de naam Nuneaton Borough FC weer aangenomen. In 2019 degradeerde de club naar de Southern Football League Premier Division.

## Erelijst
- Conference National (Alliance Premier)
  - Runners Up: 1983-84, 1984-85
- Conference North
  - Runners Up: 2004-05
- Southern League Premier Division
  - Kampioen: 1998-99
  - Runners-Up: 1966-67, 1974-75
- Southern League Midland Division
  - Kampioen: 1981-82, 1992-93, 1995-96
- Southern League Cup
  - Winnaar: 1995-96
  - Finalist: 1962-63
- Birmingham Senior Cup
  - Winnaar: 1931, 1949, 1956, 1960, 1978, 1980, 1993, 2002

## Bekende spelers
- Kemy Agustien
- Cyrus Christie
- Kelle Roos
- George Best